# Rory Kiely
 (novembre 2018).
Pour les articles homonymes, voir Kiely.
Rory Kiely (1er mai 1934 – 13 juin 2018) est un homme politique irlandais. Kiely est élu au Dáil (chambre basse du parlement) lors des élections générales de 1969 pour la circonscription de Limerick West. Kiely est élu en 1977 au 14e Seanad (chambre haute du parlement). Il est réélu par le panel de l'agriculture à tous les Seanad suivants, à l'exception du 16e Seanad, de courte durée, en 1982, jusqu'à sa retraite en 2007. Il est Cathaoirleach du Seanad Éireann de 2002 à 2007.

### Sources
- (en) Cet article est partiellement ou en totalité issu de l’article de Wikipédia en anglais intitulé « Rory Kiely » (voir la liste des auteurs).